# Hardie Gramatky
Bernhard August « Hardie » Gramatky, Jr. (12 avril 1907, Dallas, Texas - 29 avril 1979, Westport, Connecticut) était un peintre, auteur et illustrateur américain. Il a écrit et illustré plusieurs livres pour enfants dont Petit Toot (Little Toot). Il a aussi travaillé aux Studios Disney comme animateur.
Un article d'Andrew Wyeth publié en 2006 dans le Watercolor Magazine, le nomma parmi les 20 plus grands aquarelliste américains.

## Biographie

### Enfance et Éducation
Hardie Gramatky est né à Dallas, Texas, en avril 1907. Il est le second des trois fils de Bernhard Gramatky and Blanche Gunner Gramatky. Alors que Hardie est âgé de 10 ans, son père décède. Sa mère déménage avec la famille dans la zone semi-urbaine entre Wilmar et South San Gabriel (Californie), alors une zone semi-rurale de la banlieue est de Los Angeles.
Gramatky étudie dans les écoles de Wilmar puis à l'Alhambra High School près d'Alhambra. Démontrant un talent artistique précoce, il commença à proposer ses esquisses à la « section jeunesse » publiée dans le Los Angeles Times. Au début des années 1920, il a gagné une réputation comme artiste principal de cette section.
Après le collège, il déménage en Caroline du Nord pour étudier à l'université Stanford. Il est diplômé major en langue anglaise mais poursuit l'étude de l'art jusqu'à ce qu'au bout de deux ans l'un de ses professeurs l'avertit que le département d'art de l'université n'a plus rien à lui apprendre. Il retourne alors dans le sud de la Californie et en 1928 il est engagé au Chouinard Art Institute.
Il développe un profond intérêt pour l'aquarelle et selon ses dires il réalisait alors en moyenne cinq petites aquarelles par jour. Il commence une carrière de journaliste dessinateur pour le magazine Fortune.

### Aquarelliste et animateur Disney
En 1929, il est devenu un prolifique aquarelliste reconnu comme l'un des innovateurs dans le développement du style californien dans l'art des aquarelles. C'est grâce à cette activité qu'il obtient un travail au sein des studios Walt Disney en 1930. Il est alors assigné comme animateur expérimenté à la réalisation de décor pour les dessins animés. Il conserve cet emploi jusqu'en 1935, travaillant essentiellement sur la série de Silly Symphonies.
Au début des années 1930, il devient un membre actif de la California Watercolor Society, fondée en 1920. Ses actions au sein de cette « société » ont permis aux jeunes membres aquarellistes de la California School que l'association soit reconnue internationalement.
En 1932, il épouse Dorothea Cooke, qui était étudiante avec lui à Chouinard.
En 1936, il quitte Disney après six années, et déménage à New York où la Ferargil Gallery présente ses tableaux puis à partir de 1937, ceux des autres membres de la California School. Il fait aussi partie des artistes présentés lors de l'exposition consacré à la California School à l'Institut d'art de Chicago en 1937.
De nombreux musées ont présenté les œuvres de Gramatky dont le Whitney Museum of American Art et le Metropolitan Museum of Art de New York. Certaines œuvres sont présentées dans les collections permanentes, ce qui est le cas au Brooklyn Museum of Art, à l'Institut d'art de Chicago et au Frye Art Museum (en) de Seattle.

### Auteur et illustrateur
Dans les années 1940, il réaliser des œuvres commerciales pour des illustrations de magazines. Il commence aussi l'écriture et l'illustration de livre pour enfants dont Hercules, Loopy, Creepers Jeep et Sparky. Son plus grand succès est toutefois son premier livre, Petit Toot, publié en 1939. Cette œuvre est devenue un best seller permanent, source de plusieurs suites. Une adaptation en dessin animé a été réalisée par le studio Disney et est sortie en 1948 dans la compilation Mélodie Cocktail.
Durant la Seconde Guerre mondiale, Gramatky travaille sur les films prévus à l'éducation militaire des recrues de l'United States Army Air Forces. Il travaillera encore pour l'armée dans les années 1960 pour une tournée éducative au Vietnam.
Après la guerre, il retourne sur la côte est, emménageant à Westport dans le Connecticut, où il réside jusqu'à la fin de sa vie. Depuis cette ville, il continue à réaliser des illustrations commerciales pour des magazines comme Fortune, Collier’s, Woman’s Day, True, American et Readers Digest.
Il décède le 29 avril 1979 d'un cancer. Son dernier livre, Little Toot and the Loch Ness Monster est alors incomplet mais Dorothea Cooke Gramatky poursuit l'écriture et le fait publier en 1989.

## Filmographie
- 1931 : The Spider and the Fly
- 1931 : The Fox Hunt
- 1931 : The Cat's Nightmare
- 1931 : The Clock Store
- 1932 : Le Roi Neptune
- 1932 : Les Enfants des bois
- 1932 : The Bird Store
- 1932 : The Bears and the Bees
- 1932 : Bugs in Love
- 1932 : Des arbres et des fleurs
- 1933 : Old King Cole
- 1933 : The Pied Piper
- 1933 : L'Arche de Noé
- 1934 : La Souris volante
- 1935 : Le Petit Chat voleur
- 1935 : Qui a tué le rouge-gorge ?
- 1935 : Cock o' the Walk
- 1936 : Trois Espiègles Petites Souris
- 1936 : De l'autre côté du miroir (Mickey Mouse)
- 1948 : scénario de Petit Toot dans Mélodie Cocktail